# Електрометалургійний завод у Рудному
Електрометалургійний завод у Рудному – підприємство у Костанайській області Казахстану.
У 2009 році на майданчику Соколовсько-Сарбайського гірничо-збагачувального виробничого об’єднання (ССГВО) ввели в дію електросталеплавильне виробництво, до основного обладнання якого відносяться:
- дві електродугові сталеплавильні печі ємністю по  тон;
- агрегат «піч-ківш» ємністю  тон;
- сортова машина безперервного виливу заготовки;
- прокатний стан.
Завод може продукувати до 75 тисяч тон прокату на рік. До асортименту продукції відносяться мелючі тіла, шари та стержні. В 2016-му випустили першу партію катодних блюмсів (токопроводів електролизера). Також анонсувалось, що за потреби в Рудному зможуть випускати дрібносортовий прокат та будівельнe арматурe. Більшість продукції має споживати ССГВО та інші підприємства зі складу Eurasian Resources Group (ERG).